# Joe’s Revenge
Joe’s Revenge («Месть Джо») — пятая серия одиннадцатого сезона мультсериала «Гриффины». Премьерный показ состоялся 18 ноября 2012 года на канале FOX.

## Сюжет
Питер, Джо и Гленн сидят в баре. По новостям идёт экстренный выпуск, в котором сообщается, что наконец-то удалось поймать некоего Бобби Бриггса. После этих слов Джо плачет, говоря о том, что именно из-за Бобби Бриггса он когда-то оказался в инвалидном кресле. Питер и Гленн просят поподробнее рассказать об этой истории, ведь раньше Джо им об этом ничего не рассказывал. Оказывается, что много лет назад Джо следил за наркодилером Бриггсом, но его раскрыли и Бобби выстрелил несколько раз Джо в ноги, отчего последний теперь на коляске.
Гриффины помогают Джо организовать праздник в его честь, однако, пока друзья отмечают, по телевизору сообщают, что Бриггс бежал из тюрьмы. Джо не может найти себе места, он понимает, что теперь его уже никогда не найдут. Попытка уговорить своего шефа отдать дело по Бриггсу для Джо заканчивается неудачей. Тогда Питер, сидя в баре, предлагает с Гленном помочь Джо найти Бобби. Придя домой к Джо, друзья находят целую комнату, обклеенную статьями из газет, вырезками про Бобби Бриггса. Джо говорит, что нужную им информацию они могут получить в стрип-баре Атлантик Сити, у стриптизёрши Тани. Гленн при помощи своих «способностей» узнает у Тани адрес, по которому проживает Бриггс, вместе друзья отправляются туда.
Тем временем, незадолго до своего отъезда Гленн оставляет Лоис свою кошку и наказывает следить за ней. Крис говорит Брайану о том, что кошки лучше собак, ведь они всегда приземляются на лапы. Брайан говорит, что это чепуха и просит сделать то же самое с ним. Однако Брайан неудачно приземляется на спину, корчась от боли. В этот момент подходит Стьюи, Крис говорит ему о том, что кошки лучше детей.
Найдя Бриггса в номере, Джо напоминает ему, кто он такой и по чьей вине теперь сидит в инвалидной коляске. Начинается погоня по крышам, но Бобби удаётся убежать, а парней арестовывает полиция. Но Джо вовремя замечает, что это ненастоящие полицейские, а подкупные, которым Бриггс всегда платил за то, что ему можно было оторваться от погони. И снова Куагмир выручает всех — при помощи своих «инструментов» он распиливает наручники, друзья направляются в аэропорт, потому что из карточки, которую нашел Питер в номере Бриггса следует, что он собирается пересечь американо-мексиканскую границу.
Все трое устраивают пункт контроля на границе Америки с Мексикой. Вскоре появляется Бриггс, начинается очередная погоня Джо за Бобби. На этот раз все проходит удачно: Джо держит на мушке Бриггса, однако не решает его убивать, а просто выстреливает ему в ноги, так же как Бобби сделал с Джо много лет назад. Затем Джо говорит о том, что Бобби арестован, но тот умирает от потери крови, так как Джо, по-видимому, попал Бриггсу в артерию. Питер сбрасывает тело Бриггса в реку. Все трое отправляются домой. Сидя в ресторане, Питер и Гленн замечают, что у Джо течет кровь из под штанов, но Джо говорит, что у него «лопнуло яичко в реке».

## Рейтинги
- Рейтинг эпизода составил 2.6 среди возрастной группы 18-49 лет.
- Серию посмотрело порядка 5.14 миллиона человек.
- Серия стала самой просматриваемой в ту ночь «Animation Domination» на FOX, победив по количеству просмотров новые серии «Симпсонов», «Шоу Кливленда» и «Американского Папаши!».[1]

## Критика
Специалисты из A.V. Club дали эпизоду оценку B, назвав серию «значительно смешнее, чем на прошлой неделе „Yug Ylimaf“, серия, которая так и не смогла найти своё место…»